# Strongylosoma moniliforme
Strongylosoma moniliforme är en mångfotingart som beskrevs av Carl 1912. Strongylosoma moniliforme ingår i släktet Strongylosoma och familjen orangeridubbelfotingar. Inga underarter finns listade i Catalogue of Life.